# روبن سميث (فنان قصص مصورة)
روبن سميث (بالإنجليزية: Robin Smith)‏ هو فنان قصص مصورة أمريكي، ولد في 1946.